# Nuraga

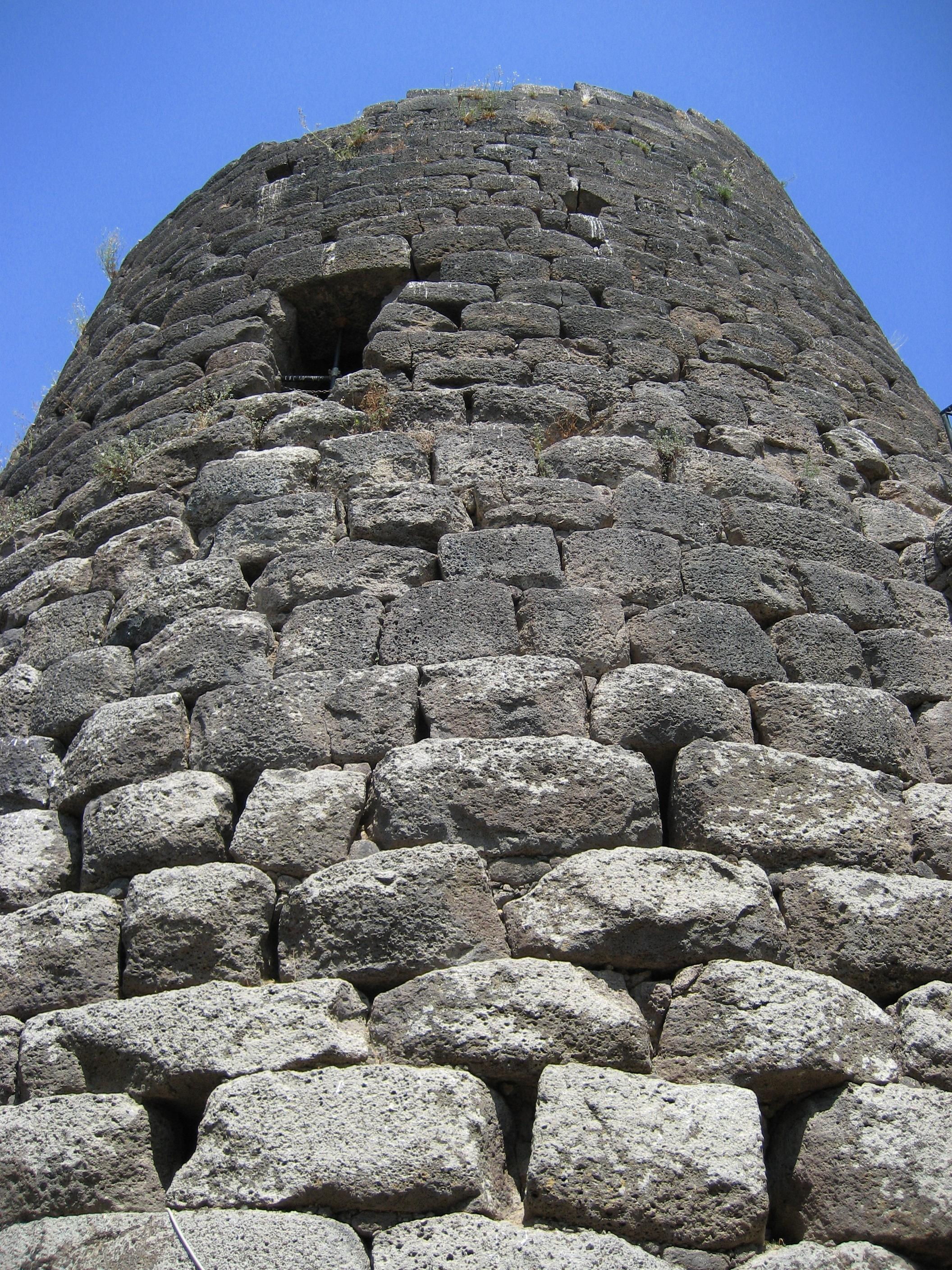
Torre central de los nuragas de San Antine de Torralba.

Un nuraga o nuraghe (plural  en sardo nuraghes o nuraxis; en italiano nuraghi; en español «nuragas») es el principal tipo de edificio megalítico que se puede encontrar en Cerdeña, remontándose a años anteriores al 1000 a. C. Actualmente se ha convertido en el símbolo de Cerdeña y su cultura distintiva.
El típico nuraga está situado en un lugar panorámico y tiene la forma de una torre con forma geométrica de cono truncado o dividido por la mitad, algunos más altos, otros muy bajos, recordando a un tholos. La estructura no tiene cimientos y se sostiene solo por el peso de las piedras que la forman, que pueden alcanzar varias toneladas. Algunos nuragas miden más de 20 metros de alto. Actualmente, hay más de 8000 nuragas en Cerdeña, aunque se ha estimado que en el pasado pudieron existir más de 30.000. Los nuragas prevalecen sobre todo en el noroeste y el centro de la parte meridional de la isla.

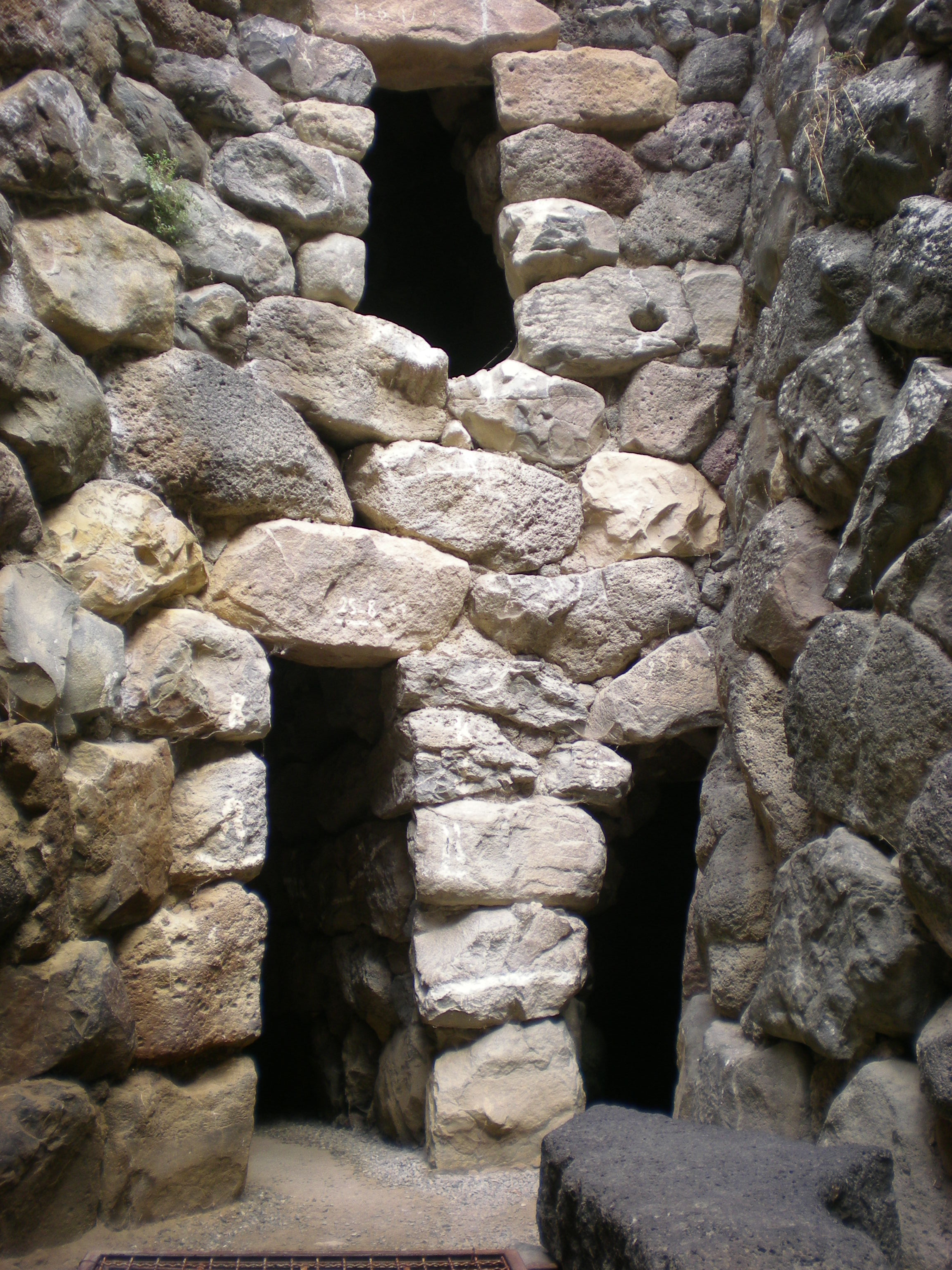
Su Nuraxi. Dentro de la torre central

 Hay un tipo similar de estructura que tiene un corredor o un conjunto de corredores. Algunos autores consideran inadecuado incluir este tipo de estructura dentro de los nuragas y prefieren el término «pueblo nurágico».
Los nuragas se construyeron en época indeterminada (no antes del VI milenio a. C.). Aunque algunos de ellos se han datado del 3500 a. C., la mayor parte de los cuales se cree que entre mediados de la Edad de Bronce (siglo XVIII-XV a. C.) y la Edad de Bronce tardía. Muchos estaban en uso continuado desde su erección hasta que Roma entró en Cerdeña en el siglo II a. C.
Según Massimo Pallottino, un estudioso de la prehistoria sarda y etruscólogo, la arquitectura producida por la civilización nurágica fue la más avanzada de cualquier civilización del Mediterráneo occidental durante esta época, incluyendo las de las regiones de la Magna Grecia. De los 8000 nuragas existentes, sólo unos pocos se han excavado científicamente. Algunos sostienen que los edificios redondos o de planta circular son típicos de pueblos nómadas, de lo que deducen que los antiguos sardos estaban cambiando continuamente de lugar. 
El uso de los nuragas no se ha determinado con claridad, señalándose que pudieron ser templos religiosos, alojamientos cotidianos, la residencia de los jefes del pueblo, fortalezas militares, salas de reunión de líderes, o una combinación de algunas de estas finalidades. Algunos de los nuragas están, sin embargo, en ubicaciones estratégicas respecto a importantes pasos que podrían ser controlados fácilmente.
Sin duda, los nuragas tenían un contenido simbólico significativo. Podían transmitir riqueza o poder, o ser un indicativo de que el lugar era un pueblo. Teorías recientes tienden a creer que las villas sardas eran ciudades-estado independientes, aunque no fueran ciudades en sentido estricto, que formaban federaciones y que la construcción de estos monumentos podía haber dependido de una distribución previamente acordada del territorio entre las villas federadas. 
La cultura nurágica desarrolló una metalurgia relativamente avanzada. El pueblo nurágico alcanzó fama en muchos lugares mediterráneos por el bronce que producía.
El complejo de nuragas más importante es Su Nuraxi de Barumini, declarado Patrimonio de la Humanidad.
Por último, existe una relación generalmente aceptada entre los nuragas y otras edificaciones de regiones insulares próximas como las torri del sur de Córcega y los talayots de Mallorca y Menorca.